# العلاقات الإريترية الناوروية
العلاقات الإريترية الناوروية هي العلاقات الثنائية التي تجمع بين إريتريا وناورو.

## مقارنة بين البلدين
هذه مقارنة عامة ومرجعية للدولتين:
| وجه المقارنة                                              | إريتريا                                      | ناورو                          |
| --------------------------------------------------------- | -------------------------------------------- | ------------------------------ |
| المساحة (كم2)                                             | 117.60 ألف                                   | 21                             |
| عدد السكان (نسمة)                                         | 6.33 مليون                                   | 10.08 ألف                      |
| الكثافة السكانية (ن./كم²)                                 | 53.83                                        | 48.00 ألف                      |
| العاصمة                                                   | أسمرة                                        | ضاحية يارين                    |
| اللغة الرسمية                                             | اللغة التغرينية، اللغة العربية، لغة إنجليزية | اللغة الناورونية، لغة إنجليزية |
| العملة                                                    | ناكفا                                        | دولار أسترالي                  |
| الناتج المحلي الإجمالي (بليون دولار)                      | 2.61 مليار                                   | 113.88 مليون                   |
| الناتج المحلي الإجمالي (تعادل القوة الشرائية) بليون دولار |                                              | 162.98 مليون                   |
| الناتج المحلي الإجمالي الاسمي للفرد دولار أمريكي          |                                              | 9.83 ألف                       |
| الناتج المحلي الإجمالي للفرد دولار أمريكي                 |                                              |                                |
| مؤشر التنمية البشرية                                      | 0.391                                        |                                |
| رمز المكالمات الدولي                                      | +291                                         | +674                           |
| رمز الإنترنت                                              | .er                                          | .nr                            |
| المنطقة الزمنية                                           | ت ع م+03:00                                  | ت ع م+12:00                    |

## منظمات دولية مشتركة
يشترك البلدان في عضوية مجموعة من المنظمات الدولية، منها:
| علم المنظمة | اسم المنظمة                                 | تاريخ انضمام إريتريا | تاريخ انضمام ناورو |
| ----------- | ------------------------------------------- | -------------------- | ------------------ |
|             | منظمة حظر الأسلحة الكيميائية                | ?                    | ?                  |
|             | يونسكو                                      | 2 سبتمبر 1993        | 17 أكتوبر 1996     |
|             | الاتحاد الدولي للاتصالات                    | 6 أغسطس 1993         | 10 يونيو 1969      |
|             | الأمم المتحدة                               | 28 مايو 1993         | 14 سبتمبر 1999     |
|             | الاتحاد البريدي العالمي                     | ?                    | ?                  |
|             | منظمة الشرطة الجنائية الدولية               | ?                    | ?                  |
|             | مجموعة دول أفريقيا والكاريبي والمحيط الهادئ | ?                    | ?                  |